# Construct Classic
Construct Classic (ранее Scirra Construct) — конструктор двумерных и трехмерных игр с открытым исходным кодом для Windows (использует DirectX 9).
Construct Classic (как и кроссплатформенный Game Editor) являются качественными open source альтернативами популярному проприетарному конструктору игр Game Maker.

## Программирование
Подобно другим продуктам аналогичного назначения, описание игрового мира в Construct Classic представляет собой совокупность объектов, с которыми можно работать в WYSIWYG-режиме.

### События и действия
Как и в других аналогичных продуктах, в Construct Classic имеется система событий (англ. events) и связанных с ними действий (англ. actions).
Однако, в отличие от таких конструкторов игр, как Game Maker, Game Editor или Scratch, в которых логика игры программируется посредством определения реакции на события (см. событийно-ориентированное программирование), здесь используются так называемые таблицы событий (англ. event sheets), являющиеся, по сути, представлением диаграммы состояний, глобальная, общая для всей игры, а также связанные с игровыми уровнями (англ. layouts). Редактирование таблиц событий происходит в режиме близком в drag-n-drop, посредством выбора из списка событий и действий.

### Поведения
Аналогом классического объектно-ориентированного подхода, управляемого событиями, в Construct Classic является механизм поведений (англ. behaviors). Каждому объекту можно назначить одно, или несколько поведений (в терминах ООП объект наследует поведение).
Возможность определения поведения через механизм действий, или на встроенном интерпретаторе Python отсутствует, дополнительное поведение может быть написано на C++ и подключено как плагин..
Имеется большой набор готовых плагинов.
С помощью поведения Bone Behavior можно создавать подвижные игровые персонажи, использующие скелетную анимацию.

### Шейдеры и спецэффекты
Используя технологию DirectX 9, Construct Classic имеет поддержку множества специальных эффектов, позволяет подключать собственные пиксельные шейдеры на HLSL.

### Уроки и исходники
На официальном русскоязычном сайте и неофициальных фан-сайтах достаточно обучающих уроков и исходников в виде .cap файла. Также в самом инсталляторе Construct Classic встроено несколько примеров (демонстрация физики, арканоид на двоих, шаблон для TBS, шаблон для RTS), которые вы можете дополнить или использовать для своих игр.

### Python
С помощью поведений и событий можно писать игры не зная ни одного языка программирования, в режиме drag-and-drop. Альтернативой для более опытных пользователей Construct является написание Python-скриптов.

### Unicode
При разработке Construct Classic не использовался Юникод, поэтому перевод как самой программы, так и созданных на ней игр является затруднительным. Во второй же версии программы (Construct 2) Юникод присутствует.

## История создания
Construct был разработан группой студентов. Основные члены команды Scirra до этого писали расширения для Multimedia Fusion от Clickteam. Работая там, они заинтересовались созданием своего собственного игрового конструктора. Первой опубликованной версией стал Construct 0.8, выпущенный 27 октября 2007 года.

## Условия распространения
Construct Classic свободно доступен, в соответствии с условиями GPL версии 2. Он написан на C++, с использованием Microsoft Visual Studio. В качестве физического движка использует Box2D.
Хотя лицензия самого конструктора Construct Classic — GPLv2, его Runtime библиотека распространяется под пермиссивной лицензией. Созданные с его помощью игры (и, возможно, неигровые приложения) можно продавать, не раскрывая их исходный код.
Начиная с 2011 года Scirra сосредоточила усилия на разработке Construct 2, похожего на Construct Classic коммерческого конструктора HTML 5 игр. Хотя по функционалу Construct Classic на данный момент уступает коммерческим версиям, на нём продолжают делать несложные игровые сцены, разработка Construct Classic передана сообществу.